# بيتي ليز
بيتي ليز (بالفرنسية: Betty Lise)‏ هي منافسة ألعاب القوى فرنسية، ولدت في 5 سبتمبر 1972 في فور دو فرانس في فرنسا.

## وصلات خارجية
- بيتي ليز على موقع الاتحاد الدولي لألعاب القوى (الإنجليزية)
- بيتي ليز على موقع الاتحاد الفرنسي لألعاب القوى (الفرنسية)